# Швецов, Александр Сергеевич
Александр Сергеевич Швецов (10 февраля 1951, Пластун, Приморский край — 27 апреля 2008, Чита, Читинская область) — российский политический деятель. Депутат Государственной Думы третьего созыва (1999—2003).

## Биография
В 1973 г. окончил Дальневосточный политехнический институт по специальности «горный инженер».

### Депутат госдумы
в 1999—2003 годах — депутат Государственной Думы Федерального Собрания РФ третьего созыва по партийным спискам КПРФ, был членом фракции КПРФ, заместителем председателя Комитета по природным ресурсам и природопользованию.
Избирался депутатом Читинской областной Думы четвёртого созыва, возглавлял фракцию «Коммунистическая партия Российской Федерации», был членом постоянного комитета государственного устройства и местного самоуправления.